# 丹维尔 (伊利诺伊州)
丹维尔（Danville）位于美国伊利诺伊州东部，是伊利诺伊州弗米利恩县的县治所在。

## 历史
现在的丹维尔地区曾经是美洲原住民迈阿密、基卡普和波塔瓦托米部落的家园。

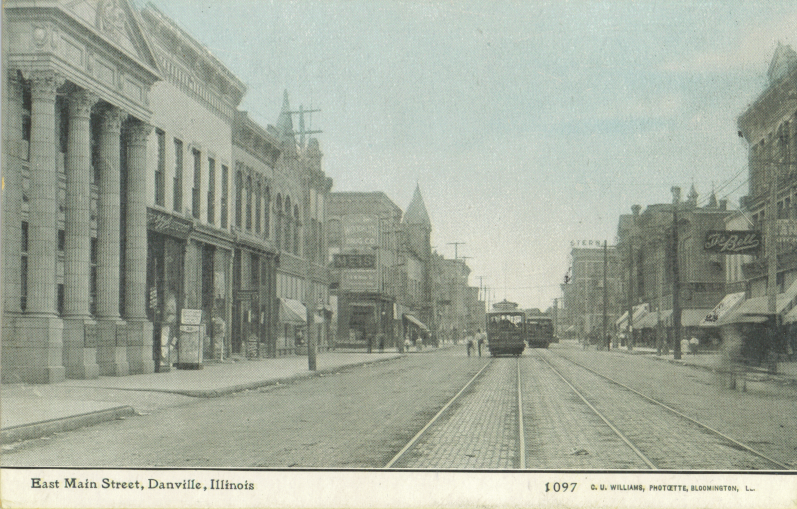
1910年左右的东大街

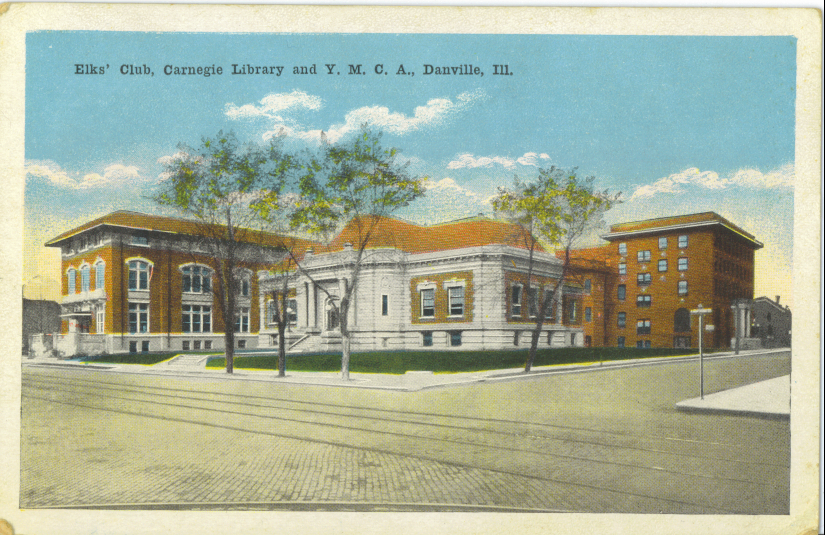
麋鹿俱乐部、基督教青年会、卡内基图书馆（现为博物馆），约1920年

丹维尔于1827年成立。其创建时拥有土地80英亩，其中60英亩约24万平方米的土地来源于盖 W 史密斯（英文名Guy W Smith）的捐赠，另外20英亩约8.1万平方米来源于丹 W 贝克卫斯（英文名Dan W Beckwith）。 土地成交于1827年4月10日，在印第安纳州的印第安纳波利斯和伊利诺伊州当时的州府万达利亚做了广告。当年五月建立了第一家邮局，当时邮局使用的是阿莫斯 威廉姆斯的住房，阿莫斯 威廉姆斯是弗米利恩县和埃德加县的创建者。
1800年代中期，亚伯拉罕·林肯 (Abraham Lincoln)在第八司法巡回法院执业期间，在大约18年的时间里造访了丹维尔。1883年，以马车为基础的有轨电车建成。1884年，歌剧院建成。1891年，有轨电车系统转变为电力有轨电车。
丹维尔在19世纪末和20世纪初成为主要工业城市。从1850年代开始，丹维尔是一个重要的煤矿区；一些最早的露天采矿技术就是在这里实践的。伊利诺伊州东部和印第安纳州西部下方的煤层以首次发现的地区命名为“丹维尔煤层”。丹维尔在1900年代初期也是一个重要的制造中心，该市的人口在1900年至1920年间翻了一番。在此期间，丹维尔还充当了客运和货运服务的铁路枢纽。丹维尔是1903年发生骚乱的地点，这场骚乱导致一名黑人被私刑处决，并袭击了县监狱。

## 地理
丹维尔位于芝加哥以南约190公里（120英里）处，厄巴纳-香槟以东56公里（35英里）处，印第安纳州印第安纳波利斯以西90英里（140公里）处。伊利诺伊州1号州道、美国136号国道和美国150号国道在丹维尔相交；74号州际公路穿过城镇南端。
根据美国人口普查具数据，丹维尔总面积为17.967平方英里（46.53平方公里），其中17.89平方英里（46.33平方公里）（或99.57%）是土地，0.077平方英里（0.20平方公里或 0.43%)是水域。

## 人口
| 调查年                | 人口   | 备注 | %±     |
| --------------------- | ------ | ---- | ------ |
| 1840                  | 503    |      | —      |
| 1850                  | 736    |      | 46.3%  |
| 1860                  | 1,632  |      | 121.7% |
| 1870                  | 4,751  |      | 191.1% |
| 1880                  | 7,733  |      | 62.8%  |
| 1890                  | 11,491 |      | 48.6%  |
| 1900                  | 16,354 |      | 42.3%  |
| 1910                  | 27,871 |      | 70.4%  |
| 1920                  | 33,776 |      | 21.2%  |
| 1930                  | 36,765 |      | 8.8%   |
| 1940                  | 36,919 |      | 0.4%   |
| 1950                  | 37,864 |      | 2.6%   |
| 1960                  | 41,856 |      | 10.5%  |
| 1970                  | 42,570 |      | 1.7%   |
| 1980                  | 38,985 |      | −8.4%  |
| 1990                  | 33,828 |      | −13.2% |
| 2000                  | 33,904 |      | 0.2%   |
| 2010                  | 33,027 |      | −2.6%  |
| 2020                  | 29,204 |      | −11.6% |
| U.S. Decennial Census |        |      |        |

根据2010年人口普查数据，丹维尔约有33.027名居民，其中70.19%是白人 , 24.37% 是非裔美国人，0.21% 是美洲原住民，1.20% 是亚裔，0.03% 是太平洋岛民, 2.09% 是其他族裔，以及1.92% 是拥有两个或多个族裔血统的人士。任何种族的西语裔和拉美裔占总人口的4.57%。
1. ↑  Stapp, Katherine; W. I. Bowman. . Danville, Illinois: Interstate Printers and Publishers, Inc. 1968: 54–55.
2. ↑  . United States Census Bureau.   [March 15, 2022]. （原始内容存档于2022-03-15）.
3. 1 2  美國地質調查局地名資訊系統：丹维尔 (伊利诺伊州)
4. ↑  Administration, National Cemetery. . www.cem.va.gov.   [2021-11-20]. （原始内容存档于2023-12-12） （英语）.
5. ↑  Danville Metropolitan Planning Organization.  (PDF). Danville Area Transportation Study: 8–11. （原始内容存档 (PDF)于2021-11-17）.
6. ↑  Jones, Lottie. . Chicago: Pioneer Publishing Company. 1911: 89.
7. ↑  .   [2021-11-16]. （原始内容存档于2023-12-12） （美国英语）.
8. ↑  . www.lookingforlincoln.org.   [2021-11-17]. （原始内容存档于2023-12-12）.
9. ↑  . friedman.cs.illinois.edu.   [2021-11-21]. （原始内容存档于2023-12-24）.
10. ↑  Johnson, Mark. . Fischer Theatre.   [2021-11-20]. （原始内容存档于2024-02-24） （美国英语）.
11. ↑  . Illinois Department of Natural Resources.   [2007-10-20]. （原始内容存档于2010-11-02）.
12. ↑  . Indiana Geological Survey.   [2007-10-20]. （原始内容存档于2012-03-05）.
13. ↑  RICHTERCommercial-News, D. O. N. . Commercial News.   [2021-11-17]. （原始内容存档于2024-03-07） （英语）.
14. ↑  . The Evansville Courier. July 26, 1903  [January 18, 2022] –Newspapers.com.
15. ↑  . U.S. Census Bureau.   [May 14, 2012].[]